# Ametroglossus
Ametroglossus ater es una  especie de coleóptero adéfago de la familia Carabidae y el único miembro del género monotípico Ametroglossus.